# حركة بيتا

نموذج لحركة بيتا

حركة بيتا (بالإنجليزية: beta movement)‏ هي نموذج للخداع البصري وصف من قبل العالم  ماكس يرثيمر (Max Wertheimer) عام 1912، حيث تظهر سلسلة من الإطارات (الصور) الساكنة والتي تعرض بشكل متسلسل في شكل خداع بصري علي أنها متحركة, وهذا يحدث عندما يكون معدل ظهور الإطارات (الصور) متجاوزا 10-12 إطار في الثاية الواحدة.
يمكن اعتبار حركة بيتا مشابهة لتحريك الصور, حيث أن  الإطارات ثابته ولا تتغير فيزيائيا ولا تغير مكانها, لكنها تعطي مظهر حركة نتيجة ظهورها المتسلسل المتجاوز لسرعة رؤية العين.
يفسر الخداع في هذا النموذج بسبب حقيقة أن العصب البصري يري الإطارات بصورة مفردة إذا ما كان عرضها المتسلسل بمعدل أقل من 10 إطارات في الثانية, أما إذا زاد المعدل زيادة كبيرة فإن العصب البصري يري الإطارات بصورة متصلة كما لو كانت صورة متحركة.